# The Dismemberment Plan
The Dismemberment Plan est un groupe de rock indépendant américain, originaire de Washington D.C.. The Dismemberment Plan publie quatre albums studio avant de se séparer en 2003. Ils se réunissent, début 2011, pour une tournée aux États-Unis et au Japon qui donne lieu à un album live. Un album de retour, intitulé  Uncanney Valley, est publié le 15 octobre 2013.

## Biographie
The Dismemberment Plan est formé le 1er janvier 1993. Aussi appelé D-Plan ou The Plan, le nom du groupe provient d'une phrase prononcée par le vendeur d'assurance Ned Ryerson (Stephen Tobolowsky) dans le film américain Un jour sans fin (Groundhog Day). Le groupe est formé, à sa création à l'université, par Eric Axelson (basse), Jason Caddell (guitare), Steve Cummings (batterie) et Travis Morrison (chant et guitare). Cummings quitte le groupe après l'enregistrement de leur premier album ! et est remplacé par Joe Easley qui cimente la composition du groupe.
Le 1er mars 2007, le groupe annonce un concert inédit le 28 avril 2007 au The Black Cat de Washington D.C.. Il s'agit d'un concert de charité pour  Callum Robbins, fils de J. Robbins, chanteur de Jawbox.
Le 13 septembre 2010, The Washington Post rapporte une tournée de réunion du groupe. Le bassiste Eric Axelson affirme que le groupe n'a prévu de faire aucun nouvel album, mais qu'il réalisera un concert. La tournée se fait avec une apparition au Late Night with Jimmy Fallon suivie par trois concerts à Washington, DC, au 9:30 Club et au Black Cat). Le groupe joue dix autres concerts en 2011, dont le Pitchfork Music Festival de Chicago et le Roots Picnic annule à Philadelphie.
En août 2012, The Dismemberment Plan joue quelques petits concerts à Baltimore et Fredericksburg où ils débutent huit nouvelles chansons. Le 13 août 2012, Travis Morrison annonce qu'il n'y aura toujours pas de nouvel album. Le 16 juillet 2013, le groupe partage Waiting, une nouvelle chanson de leur futur album. En novembre 2013, le groupe joue au festival All Tomorrow's Parties en Angleterre.

## Membres

### Membres actuels
- Eric Axelson - basse
- Jason Caddell - guitare
- Travis Morrison - chant, guitare
- Joe Easley - batterie

### Ancien membre
- Steve Cummings - batterie (sur !)

## Discographie

### Albums studio
- 1995 : !
- 1997 : The Dismemberment Plan Is Terrified
- 1999 : Emergency and I
- 2001 : Change
- 2013 : Uncanney Valley

### Albums live
- 2011 : Live in Japan 2011

### EP
- 1994 : Can We Be Mature?
- 1998 : The Ice of Boston
- 2000 : Juno and the Dismemberment Plan (split EP)

### Compilations
- 1996 : Give Me the Cure
- 1996 : Ooh Do I Love You
- 1997 : Fort Reno Benefit
- 2003 : A People's History of The Dismemberment Plan

### Singles
- 1997 : The Ice of Boston
- 1999 : What Do You Want Me to Say?